# Vitor Ramil
Vitor Hugo Alves Ramil (Pelotas, 7 de abril de 1962), conocido como Vitor Ramil, es un músico, compositor y escritor brasileño.

## Trayectoria artística
Es el hermano menor de los miembros del dúo Kleiton & Kledir.
Sus composiciones musicales tienen una gran influencia de la música gaúcha brasileña y de géneros rioplatenses, entre los que se destaca la milonga.
Grabó y compuso con gran variedad de músicos brasileños, argentinos y uruguayos, entre quienes se encuentran Caetano Veloso, Milton Nascimento, Ney Matogrosso, Lenine, Chico César, Zeca Baleiro, Fito Páez, Pedro Aznar, Jorge Drexler y Hugo Fattoruso.
Ha ganado varios Premios Acorianos (otorgados por la intendencia de Porto Alegre, es la condecoración cultural más importante que se otorga en Río Grande del Sur). Se destacó en particular en 2007 y 2013, años en los que se le otorgaron cuatro premios en cada ocasión. Por otro lado, su disco Campos Neutrais fue nominado en 2018 a un Grammy latino en la categoría Mejor Álbum de Música Popular Brasileña.

## Discografía
- 1981 - Estrela, estrela
- 1984 - A paixão de V segundo ele próprio
- 1987 - Tango
- 1995 - À Beça
- 1997 - Ramilonga
- 2000 - Tambong
- 2004 - Longes
- 2007 - Satolep Sambatown (con Marcos Suzano)
- 2010 - délibáb
- 2013 - Foi no mês que vem
- 2017 - Campos Neutrais
- 2022 - Avenida Angélica

## Obra literaria
- 1995 - Pequod (novela, traducida al español)[4]
- 2004 - A estética do frio - Conferência de Genebra (ensayo)
- 2008 - Satolep (novela)
- 2014 - A primavera da pontuação (novela)